# 蘇弗里耶爾 (多米尼克)
蘇弗里耶爾（Soufrière）是加勒比海島國多米尼克聖馬克區的一个村莊，也是該區的首府和最大村莊，位於該島西南海岸，距首都羅索14.2公里，海拔高度48米，2001年人口1,416人。

## 圖庫

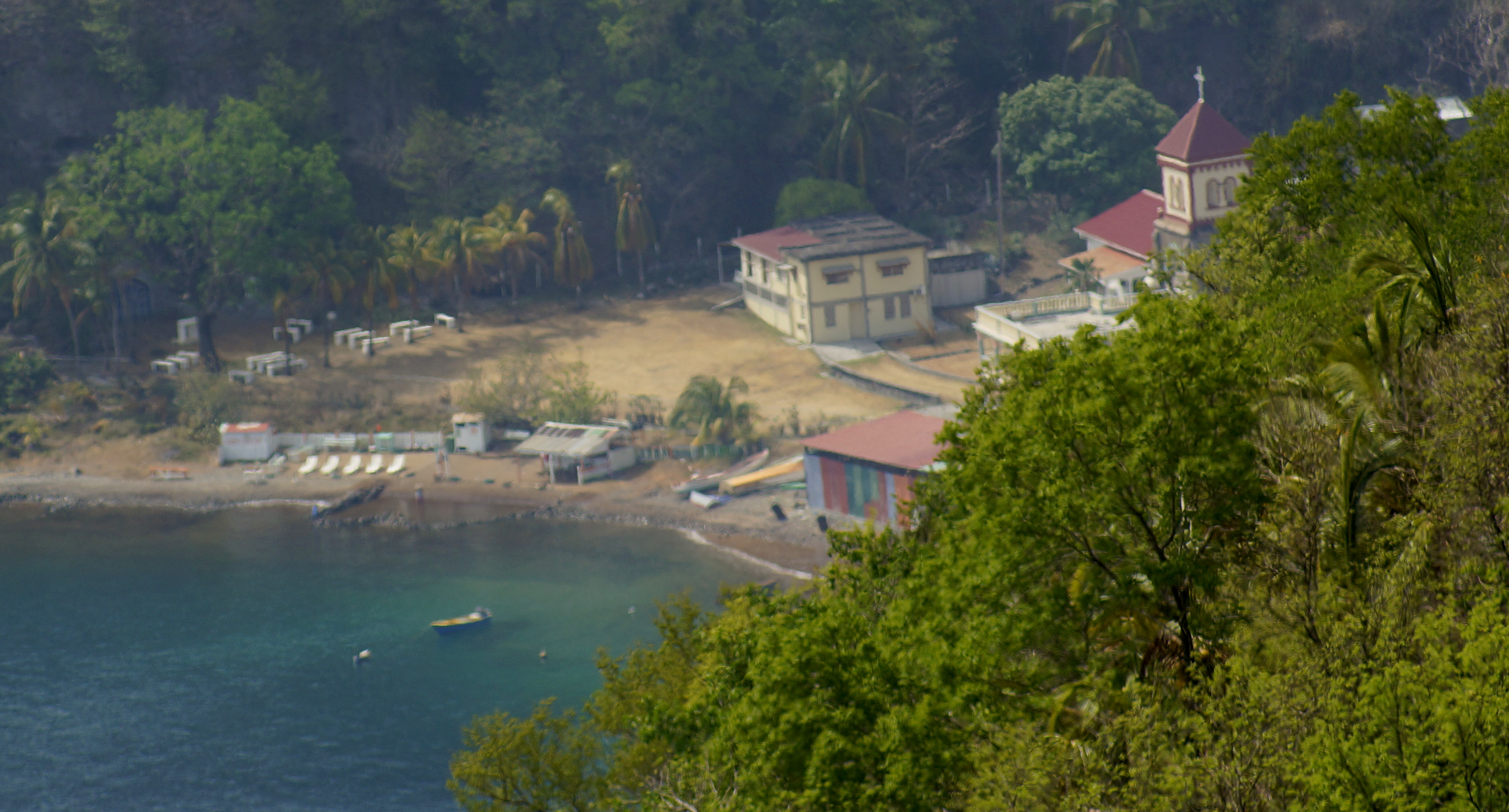
鳥瞰蘇弗里耶爾
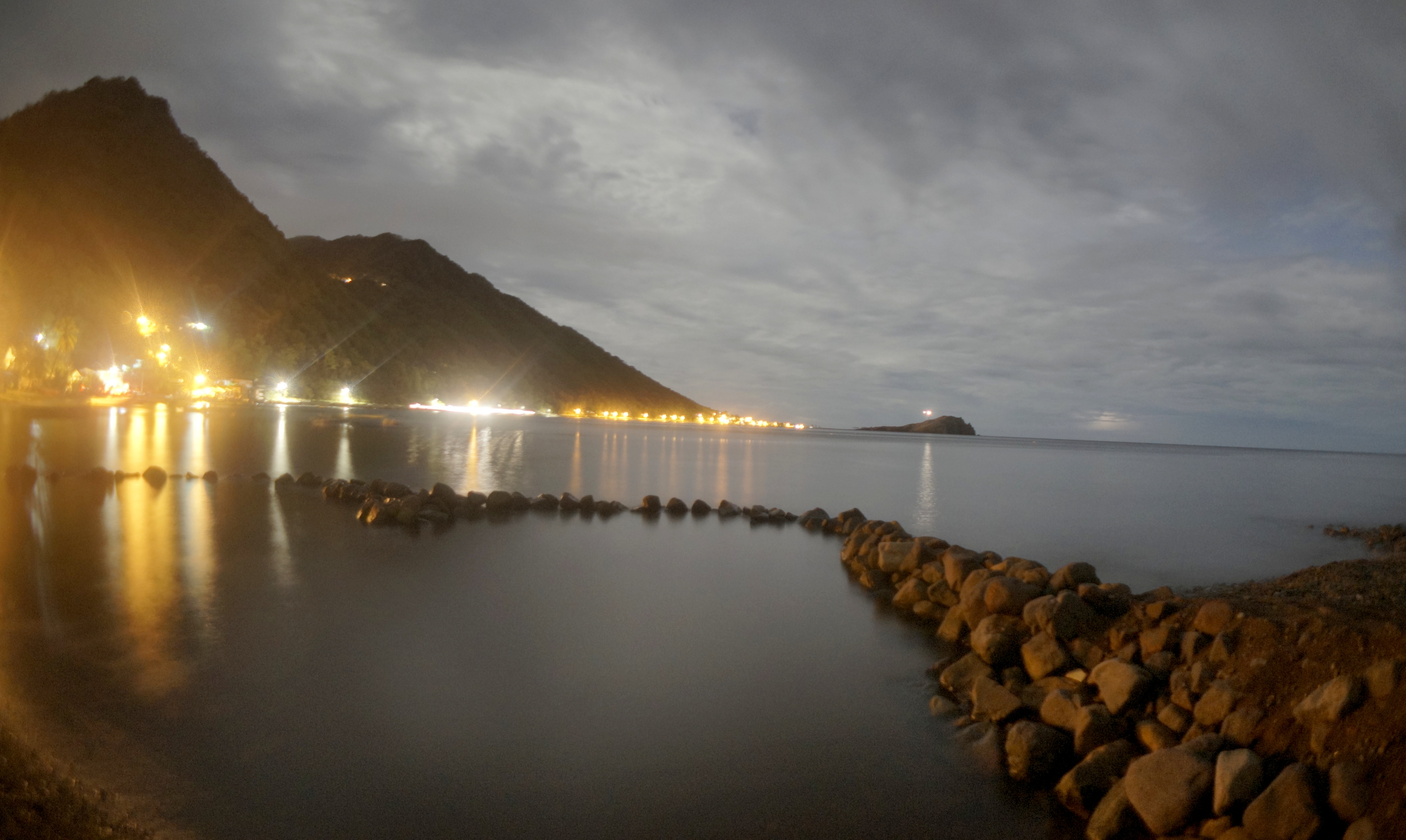
夜晚的蘇弗里耶爾